# Unione dei Socialisti
L'Unione dei Socialisti Italiani (USI poi UdS) fu un partito politico italiano fondato l'8 febbraio 1948 di espressione riformista, guidato da Ivan Matteo Lombardo, già segretario (1946-1947) del Partito Socialista Italiano di Unità Proletaria (poi PSI) e che in un primo momento non aveva partecipato alla scissione del 1947, guidata da Giuseppe Saragat, che aveva dato vita al Partito Socialista dei Lavoratori Italiani.

## Storia
All'UdS aderirono anche gli ex-azionisti Tristano Codignola e Piero Calamandrei.
Il partito partecipò alle elezioni politiche dell'aprile 1948 per la I Legislatura nell'ambito della coalizione Unità Socialista, insieme al PSLI di Saragat, ottenendo complessivamente il 7%. Tuttavia, Lombardo e Calamandrei furono gli unici due eletti appartenenti al movimento. Nel giugno 1948 Lombardo divenne Ministro nel V governo De Gasperi. Nel giugno 1949 Ignazio Silone divenne segretario dell'UdS.
Nel dicembre 1949 il partito confluì, insieme a fuoriusciti del PSLI e al "Movimento di Unificazione Socialista" (la componente, scissasi dal Partito Socialista Italiano, che faceva capo a Giuseppe Romita), in un nuovo soggetto politico, il Partito Socialista Unitario; a sua volta, nel maggio 1951 il PSU si fuse con il PSLI per costituire quello che a partire dal gennaio 1952 prenderà il nome di Partito Socialista Democratico Italiano.